# Sea me
Sea me는 2001년 12월 5일에 발매된 OLIVIA의 7번째 싱글이다. 2번트랙은 TOTO의 노래인 Africa의 커버곡이다.
이 싱글부터 레이블이 Cutting Edge로 바뀌었다.

## 트랙리스트
1. Sea me
2. Africa(DJ YAJI & REMIX)

## 노래가 쓰인 곳
- Sea me:텔레비전 도쿄계 JAPAN COUNTDOWN 오프닝 테마
- 출처 : https://web.archive.org/web/20100608164555/http://tom-neko.hp.infoseek.co.jp/

## 순위
| 방송일     | 순위       |
| 2001/12/15 | 첫등장94위 |
| 1주        | 최고94위   |

| 일자       | 순위       | 매수        | 집계        |
| 2001/12/17 | 첫등장89위 | 2,520매     | 12/03~10/09 |
| 1주        | 최고89위   | 합계2,520매 |             |

- 출처 : https://web.archive.org/web/20100608164555/http://tom-neko.hp.infoseek.co.jp/